# Salelologa
Salelologa est une ville des Samoa.

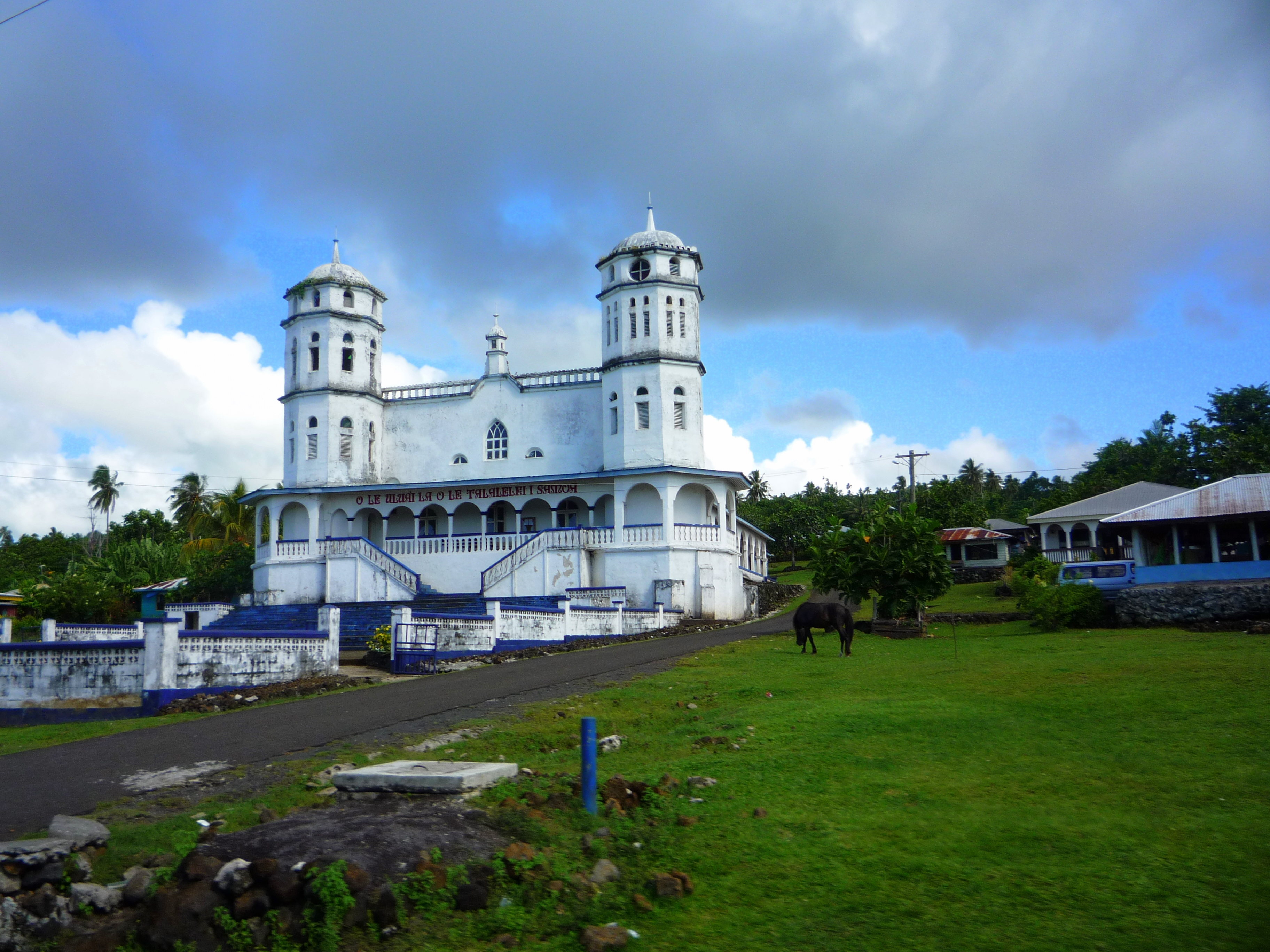
Église à Salelologa.

Elle compte environ 8 000 habitants. Malgré sa faible population, elle est la plus grande ville de Savai'i, la plus grande île des Samoa et la deuxième ville du pays derrière la capitale Apia et devant Vaitele.